# Ульрих I (граф Вюртемберга)
Ульрих I Вюртембергский (нем. Ulrich I. von Württemberg; Ulrich der Stifter, Ulrich mit dem Daumen; 1226 — 25 февраля 1265) — граф Вюртемберга с не позднее чем 1241 года.

## Происхождение и родственные связи
Историк Хансмартин Декер-Хауфф (Hansmartin Decker-Hauff) считает Ульриха сыном Германа Вюртембергского и его жены Ирменгарды фон Ультен. Этот Герман упоминается всего один раз (в документах 1231 года) и возможно был сыном графа Гартмана I.
Соправителем Ульриха был его брат Эберхард, упоминаемый с графским титулом в хартиях 1236 и 1241 гг. В 1241 году они оба названы двоюродными братьями Гартмана фон Грюнинген. В документе 1255 года Ульрих указан как родственник графа Альберта IV фон Диллинген со стороны отца.
Прозвище Ulrich mit dem Daumen (Ульрих с большим пальцем) — из-за сильно увеличенного размера большого пальца на правой руке.

## Политика
После Лионского собора 1246 года большинство швабских князей, и Ульрих в их числе, перешли на сторону антикоролей Генриха Распе и Вильгельма Голландского. Их победа в борьбе с Конрадом IV позволила графу Ульриху расширить свои владения за счет герцогского домена Штауфенов. Женитьба на Мехтильде Баденской также принесла ему обширные земельные приобретения, включая Штутгарт — будущую столицу Вюртемберга. В 1260 купил Урах у графов фон Фюрстенберг.

## Семья и дети
Ульрих I был женат дважды. От первой жены, Мехтильды Баденской (ум. 1259, свадьба состоялась до 4 апреля 1251), у него были дети:
- Агнесса (ум. 27 сентября 1305), мужья: 1) граф Конрад IV фон Эттинген; 2) граф Фридрих II фон Труэндинген; 3) Крафт I, граф фон Гогенлоэ-Вайкерсхайм
- Луитгарда (ум. не позднее 1282), муж — Альбрехт фон Шенкенбург, внебрачный сын короля Рудольфа I.
- Мехтильда (до 1259 — 24 июня 1284), муж — Альбрехт Габсбург, граф фон Шенкенберг-Лёвенштайн
- Ульрих II, граф Вюртемберга.

От второй жены (1260/64), Агнессы Лигницкой (1243/50 — 13 марта 1265), родились:
- Эберхард I, граф Вюртемберга
- Ирменгарда (1261/64 — до 1295), муж — Хессо, маркграф Бадена.